# Bourbévelle
Bourbévelle (phát âm tiếng Pháp: [buʁbevɛl]) là một xã thuộc tỉnh Haute-Saône trong vùng Bourgogne-Franche-Comté phía đông nước Pháp.